# Paschilius Dionysius Chenon
Paschilius Dionysius Chenon (i samtiden kallad Påke Gilliusson eller Påke Harnesktryckare, död 1620 i Filipstad, var en franskättad brukspatron i Värmland.
Chenon kom från den fransk adlig släkten Chenon. På grund av sin protestantiska tro tvingades han lämna sitt hemland och inflyttade till Sverige i slutet av 1500-talet och slog sig ned i Västmanland. Chenon erbjöd sig att anförskaffa valloner för det svenska bergsbruket, och fick ett pass av Karl IX, daterat Nyköping i juni 1600, och begav sig utomlands och lyckades där värva ett antal smeder och gruvarbetare. En ny resa 1607 hemförde fler valloner. Enligt uppgift skall han ha avböjt att motta Kroppa som förläning.
Via sina döttrar blev han ingift i en rad Värmländska brukssläkter. T.ex. Fernell och Myhrman.